# Schafhof (Neusitz)
Schafhof ist ein Gemeindeteil der Gemeinde Neusitz im Landkreis Ansbach (Mittelfranken, Bayern). Schafhof liegt in der Gemarkung Neusitz.

## Geographie
Nordöstlich der Einöde befindet sich eine Anhöhe (506 m ü. NHN) mit dem Flurgebiet Lug ins Land und dem Mäderholz. Eine Gemeindeverbindungsstraße führt zur Staatsstraße 2250 bei Neusitz (0,5 km südlich) bzw. nach Schweinsdorf (2 km nördlich). Durch die Einöde verläuft der Fränkische Marienweg.

## Geschichte
Mit dem Gemeindeedikt (frühes 19. Jahrhundert) wurde der Ort dem Steuerdistrikt und der Ruralgemeinde Neusitz zugewiesen.

### Einwohnerentwicklung
| Jahr      | 001818 | 001840 | 001861 | 001871 | 001885 | 001900 | 001925 | 001950 | 001961 | 001970 | 001987 |
| Einwohner | 10     | 5      | *      | 6      | 5      | *      | *      | *      | *      | 1      | 2      |
| Häuser    | 1      | 1      |        |        | 1      | *      | *      | *      | *      |        | 1      |
| Quelle    | [ 7 ]  | [ 8 ]  | [ 9 ]  | [ 10 ] | [ 11 ] | [ 12 ] | [ 13 ] | [ 14 ] | [ 15 ] | [ 16 ] | [ 1 ]  |

## Religion
Der Ort ist evangelisch-lutherisch geprägt und bis heute nach Heilig Kreuz (Neusitz) gepfarrt. Die Einwohner römisch-katholischer Konfession sind nach St. Johannis (Rothenburg ob der Tauber) gepfarrt.